# ダイドー級軽巡洋艦
| ダイドー級軽巡洋艦       | ダイドー級軽巡洋艦 |
| ------------------------ | --- |
| 「ダイドー（HMS Dido）」 | |
| 艦級概観                 | |
| 艦種                     | 軽巡洋艦 |
| 艦名                     | アルゴナウタイの英雄、オデュッセイアの怪物、ギリシャ神話の水精などに因む艦がある。                                                           |
| 前級                     | タウン級軽巡洋艦 |
| 次級                     | クラウン・コロニー級軽巡洋艦 |
| 性能諸元                 | |
| 排水量                   | 基準 ダイドー級：5,600トン ベローナ級：5,950トン 満載 ダイドー級：6,850 - 6,900トン ベローナ級：7,600トン                                    |
| 全長                     | ダイドー級：156.05m ベローナ級：156.39m |
| 水線長                   | 147.82m |
| 全幅                     | ダイドー級：15.39m ベローナ級：15.05m |
| 吃水                     | ダイドー級：4.27m ベローナ級：4.57m |
| 機関                     | アドミラリティ式重油専焼三胴型水管缶4基 +パーソンズ式ギヤードタービン 4基4軸推進                                                             |
| 最大出力                 | 62,000 shp（46 MW） |
| 最大速力                 | ダイドー級：32.25ノット ベローナ級：32.0ノット                                                                                               |
| 航続距離                 | 30ノット/2,414海里（1,500マイル) 16ノット/6,824海里（4,240マイル）                                                                           |
| 燃料                     | 重油：1,100トン |
| 乗員                     | ダイドー級：480名 ベローナ級：530名 |
| 装甲                     | 舷側：76mm（機関区のみ水線部） 甲板：25mm 弾火薬庫：25 - 51mm 砲塔：38mm                                                                     |
| 兵装                     | |
| 第1グループ              | 13.3cm（50口径）連装高角砲4基8門 10.2cm（45口径）単装高角砲1基 4cm（39口径）四連装ポムポム砲2基8門 53.3cm（21インチ）水上魚雷発射管三連装2基 |
| 第2グループ              | 13.3cm（50口径）連装高角砲5基10門 4cm（39口径）四連装ポムポム砲2基8門 53.3cm（21インチ）水上魚雷発射管三連装2基                              |
| 第3グループ              | 11.4cm（50口径）連装高角砲4基8門 4cm（39口径）四連装ポムポム砲2基8門 53.3cm（21インチ）水上魚雷発射管三連装2基                               |
| ベローナ級               | 13.3cm（50口径）連装高角砲4基8門 4cm（39口径）四連装ポムポム砲3基12門 2cm（76口径）連装機銃6基 53.3cm（21インチ）水上魚雷発射管三連装2基     |

ダイドー級軽巡洋艦（ダイドーきゅう けいじゅんようかん、Dido class Light Cruisers）は、イギリス海軍の軽巡洋艦の艦級。第二次世界大戦中、アメリカ海軍のアトランタ級に先立って防空巡洋艦として世界で最初に建造された。

## 概要
第一次世界大戦後から急速に発達した航空機が艦隊の脅威となることを予見したイギリス海軍は、1934年に入ってから旧式のC級軽巡洋艦のうち「コヴェントリー」、「カーリュー」の武装を撤去し、主砲を10.2cm高角砲に換装することで防空艦に改装させ、各国海軍の興味を引いた。イギリス海軍はこの成功を踏まえてダイドー級を計画し、条約型の範囲内で最初から防空巡洋艦（Anti-Aircraft Cruisers）として設計・建造された初めてのクラスとなった。要求性能として対艦・対空の双方に対応できる強力な高角砲を主兵装とし、副砲を持たず、対空機関砲と機銃を搭載する案が出され、新型の13.3cm連装高角砲5基を搭載する防空巡洋艦としてまとめられた。その後、1936年度計画：5隻（ダイドー、ユーライアス、ナイアド、フィービ、シリアス）・1937年計画：2隻（ボナヴェンチャー、ハーマイオニー）・1938年度計画：3隻（カリブディス、クレオパトラ、シラ）・1939年度計画：6隻（アルゴノート、ベローナ、ブラックプリンス、ダイアデム、ロイヤリスト、スパルタン）の計16隻を建造する事とした。しかし、建造中に第二次世界大戦が始まったこと、主武装の13.3cm砲の生産が手間取り、更に同時期建造されていたキング・ジョージ5世級戦艦にはこの砲を8基搭載するため、砲塔の一部が間に合わないまま竣工する艦も現れた。このため、ダイドー級の12番艦として予定されていた「ベローナ」以降は設計が改められ、主武装の数を減らした改良型のベローナ級軽巡洋艦として建造された。
ダイドー級は1937年から建造が始まり、1940年から1942年にかけて11隻が建造された。13.3cm高角砲の生産が間に合わず、一部砲塔を欠いたまま竣工した艦が第1グループ、全主砲5基とも両用砲を搭載した艦が第2グループ、再び両用砲の生産が間に合わず代用としてMark III 11.4cm(45口径)高角砲を連装4基搭載した艦を第3グループとも分類されるが、建造された時期や、就役後の改装で艦によって装備はそれぞれ異なる。

## 艦形

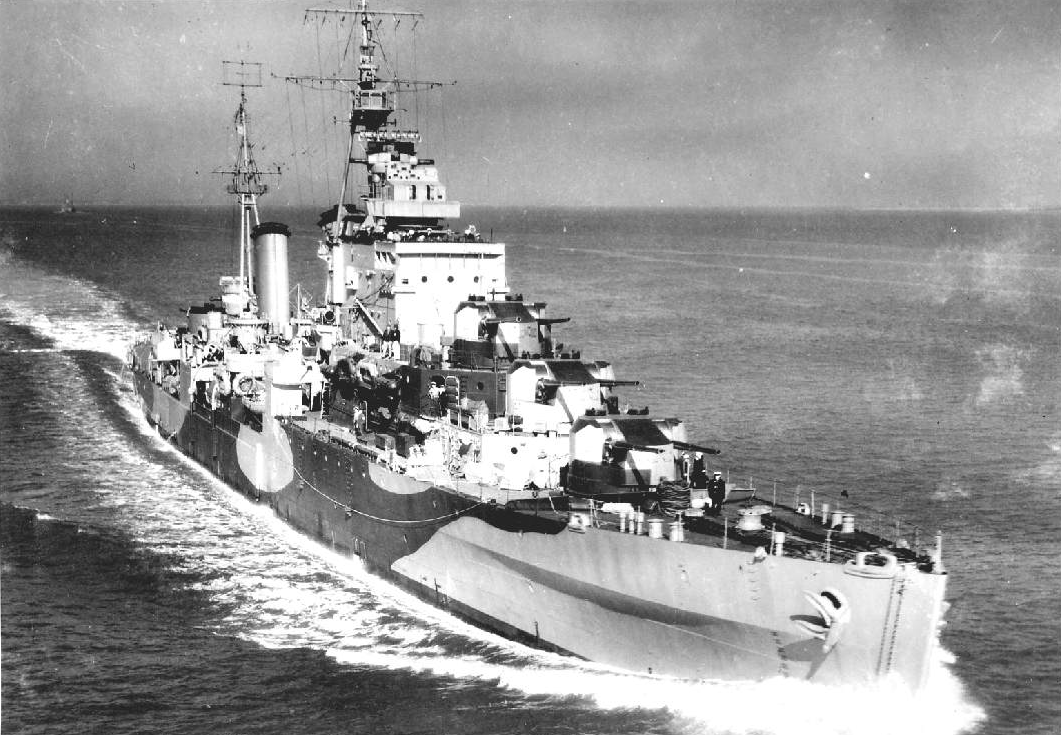
写真は「アルゴノート」。ダイドー級は主砲3基を背負い式に配置したことによる艦首方向への圧倒的な火力を実現した。

ダイドー級はアリシューザ級軽巡洋艦 (2代)の流れをくむ艦首甲板の乾舷が高い長船首楼型船体となっていた。これは凌波性を保ちつつ建造費を安価にすべく鋼材を節約する工夫であった。水線部では縦横比率の強い船体長を長くとった船体幅の狭い船体形状で設計されており、水の抵抗が少ない船体形状のために少ない機関出力でも高速を出しやすい形状であった。艦首側面部を凹ませたトローラー型艦首を採用しており、これは波浪の飛沫が艦首甲板へ降り注ぐのを防ぐ効果を狙った物である。
艦首から全くシア（反り返り）の無い艦首甲板上に13.3cm高角砲を収めた連装式の主砲塔が巡洋艦の歴史で類を見ない背負い式配置で3基も配置された。このため、対空指揮所は主砲塔よりも高い位置に置くために塔型艦橋は3番主砲塔よりも高所に設置された。艦橋の背後に簡素な三脚型の前部マストが立ち、船首楼上に2本煙突が立つが、対空指揮所から煤煙を少しでも離すために2本とも後方に傾斜させて立てられた。

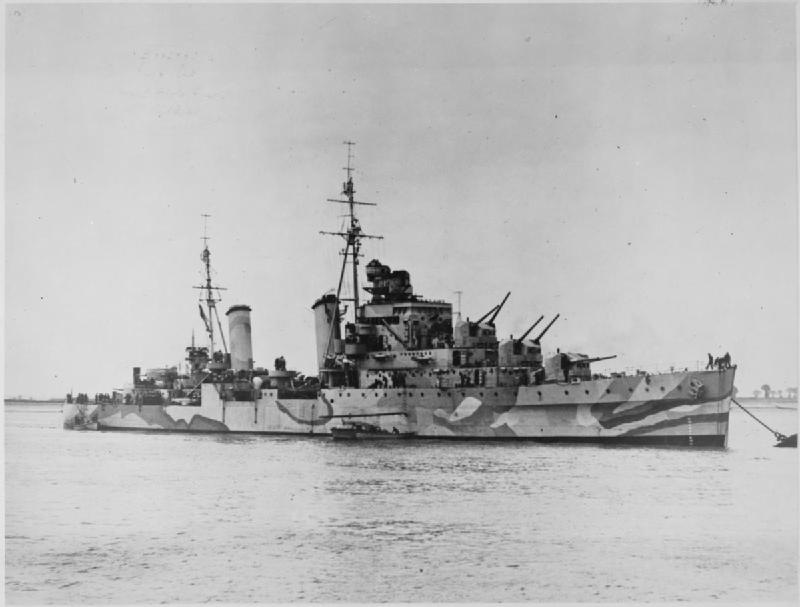
1942年に撮られた「ユーライアラス」。前部マスト上に279型レーダーアンテナ、後部の射撃指揮所に285型レーダーのアンテナを装備していた。

1番煙突の周囲は艦載艇置き場となっており、2本1組のボート・ダビッドが片舷に1組ずつ計2組により艦載艇は運用された。副武装の4cmポンポン砲は四連装砲架で2番煙突の側面に片舷1基ずつ計2基が搭載される設計であったが、主砲塔の間に合わない「ダイドー」「フィービ」は3番主砲塔の位置に1基追加された。2番煙突の側面に対艦攻撃用の53.3cm魚雷発射管が三連装で片舷1基ずつ計2基が舷側甲板上に配置された。三脚型の後部マストと後部射撃指揮所の背後に3番・4番主砲塔が後向きの背負い式で2基が配置された。無駄のない艦形だが、武装過剰で兵器の更新に余裕がない欠点があった。また船体構造が華奢であり、初期公試では1番砲塔のローラーパスが歪んで旋回しない故障が13件起きたという。他にも荒天で甲板支柱が曲がる損傷も起こったが、船体補強や船員の航行が上達するにつれてそのようなことはなくなり、航洋性に優れた艦としてみなされるようになった。

## 兵装

### 主砲

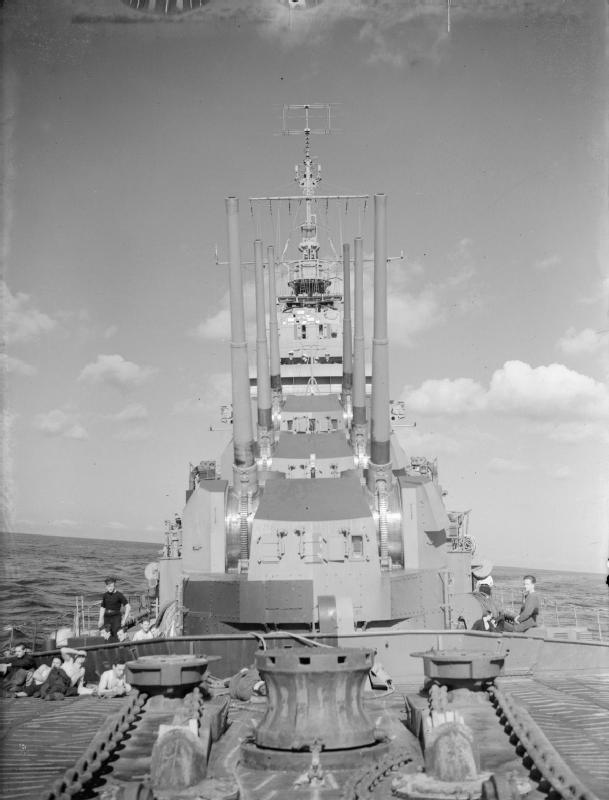
写真は艦首から撮られた「アルゴノート」の13.3cm（50口径）連装高角砲。

ダイドー級は主兵装として「Mark I 13.3cm： 5.25インチ（50口径）高角砲」を採用している。この砲自体はキング・ジョージ5世級戦艦の副砲に採用されたものでもあるが、砲塔はキング・ジョージ5世級戦艦のものとは砲室内の配置や装填機構に違いがある。
この砲は両用砲として、対空戦闘に必要な発射速度を確保しながら、水上戦闘を考慮して可能な限り高い打撃力をもつ砲として構想された。しかし砲塔の旋回速度が低く（毎秒10度）、近距離に入った航空機を追従するには十分でなかった。また、設計時点での発射速度は毎分12発であったが、実際は砲弾と薬包の重量の大きさのために砲員の体力的負担が大きく、連続射撃時には発射速度は毎分7～8発程度に低下した。ただし、第二次大戦中の対空戦闘における平均的な射撃時間では問題となることはなかったようである。1944年からはVT信管が利用可能となり、航空機への対処能力が向上した。砲自体の能力は仰角45度で21,397mまで届かせ、仰角70度で高度14,170mまで届かせる能力があった。砲身の上下角度は仰角70度・俯角5度で旋回角度は首尾線方向を0度として左右150度まで旋回できた。対艦能力としては射程8,690mで舷側76mmを貫通する能力があった。

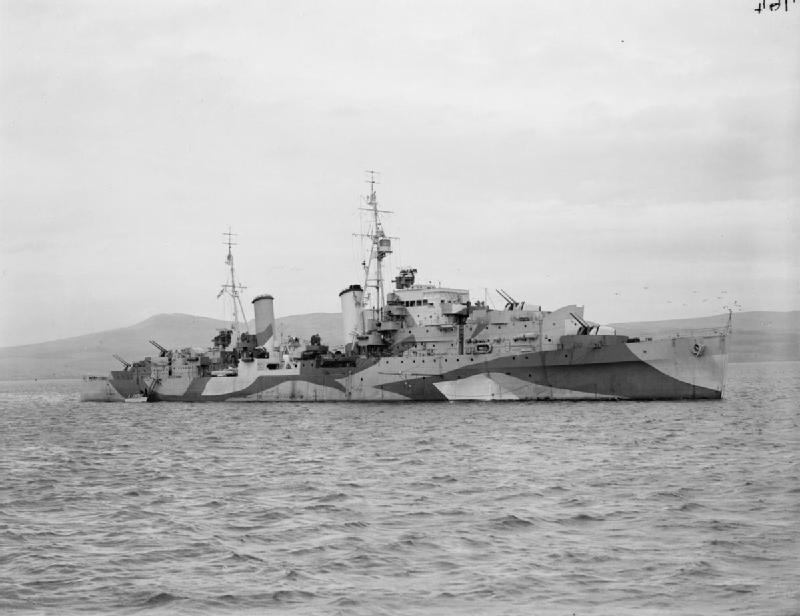
1942年6月に撮られた「シラ」。本艦の就役に13.3cm砲が間に合わなかったため、主砲として11.4cm（45口径）連装高角砲4基を搭載して就役した。主砲は砲塔に見えるが実際は後方の開いた防盾である。

ダイドー級のうち「シラ」と「カリプディス」は13.3cm高角砲の供給が船体の建造ペースに間に合わなかったため、已む無く本来は駆逐艦用の砲であり、イラストリアス級航空母艦にも採用されていた「Mark III 1938年型 11.4cm（45口径）高角砲」を採用した。弾頭重量24.95kg(砲弾全体の重量39.5kg)の榴弾を使用する場合、最大射程18,970m(仰角45度)、最大射高12,500m(仰角80度)という性能であった。装填機構は自由角度装填で発射速度は毎分12発であった。砲身の仰角は80度・俯角5度で動力は電動であり補助に人力を必要とした。旋回角度は左右方向を0度として左右150度の旋回角が可能であった。これを防盾の付いた連装砲架で前後に2基ずつ計4基を搭載した。しかし、これらはL級駆逐艦等とほぼ同程度の砲火力でしかなかった。
主砲数が連装4基となった「ダイドー」「フィービ」「ボナヴェンチャー」「カリプディス」は「10.2cm（45口径）高角砲」を単装砲架で1基搭載した。15.9 kgの砲弾を仰角45度で18,150m、最大仰角80度で11,890mの高度まで到達できた。左右方向に170度旋回でき、俯仰は仰角80度、俯角10度であった。発射速度は毎分15発だった。これを単装砲架で「ダイドー」「フィービ」は3番主砲塔の位置に1基を配置したが、「ボナヴェンチャー」のみ4番主砲塔の位置に後ろ向きに1基を配置しており異なっていた。後日、「ダイドー」は3番砲塔を当初の計画通り13.3cm高角砲に換装したが、「フィービ」は終戦時までそのままであり、「ボナヴェンチャー」は砲塔を換装する間もなく1941年に沈没している。

### その他備砲および雷装

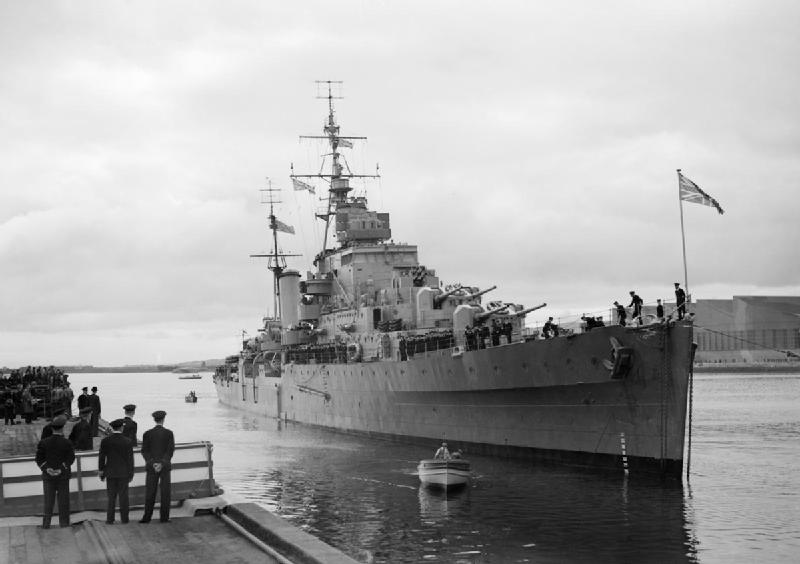
ダイドー級「フィービ」。元設計では3番主砲があるはずの位置にポンポン砲を四連装砲架で1基を追加してある。

他に近接対空火器として英国軍艦に広く採用されている「1930年型　Mark8 ポンポン砲(pom-pom gun)」を四連装砲架で船体中央部に片舷1基ずつの計2基搭載したが、「ベローナ」以降は3番主砲があった場所に追加で1基搭載したために3基で異なっていた。他に近接火器として「ヴィッカース 12.7mm（62口径）機銃」を四連装砲架で2基を搭載したが、就役後の1940年代に「4cm（56口径）機関砲」や「エリコンFF 20 mm 機関砲」に換装されていった。対艦攻撃用に53.3cm（21インチ）水上魚雷発射管を三連装で船体中央部に片舷1基ずつの計2基装備した。

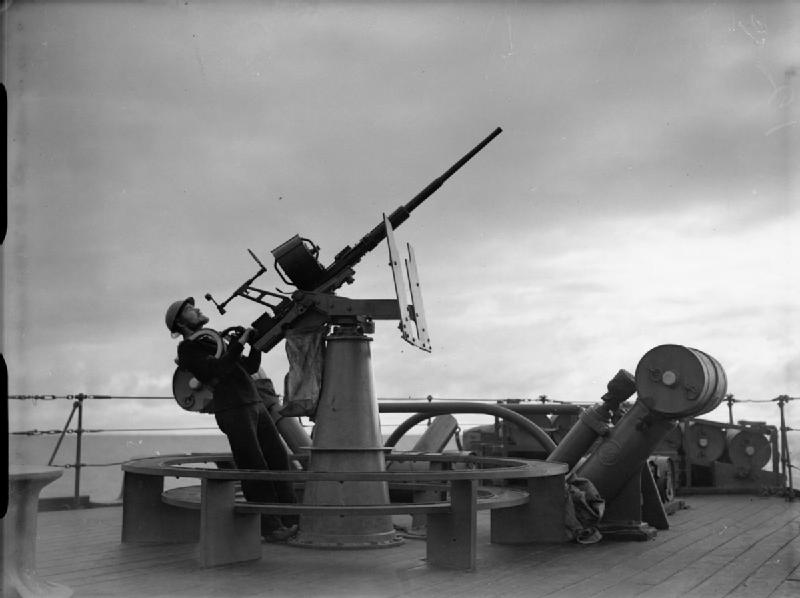
写真は「ハーマイオニー」エリコン2cm機関砲

## 防御

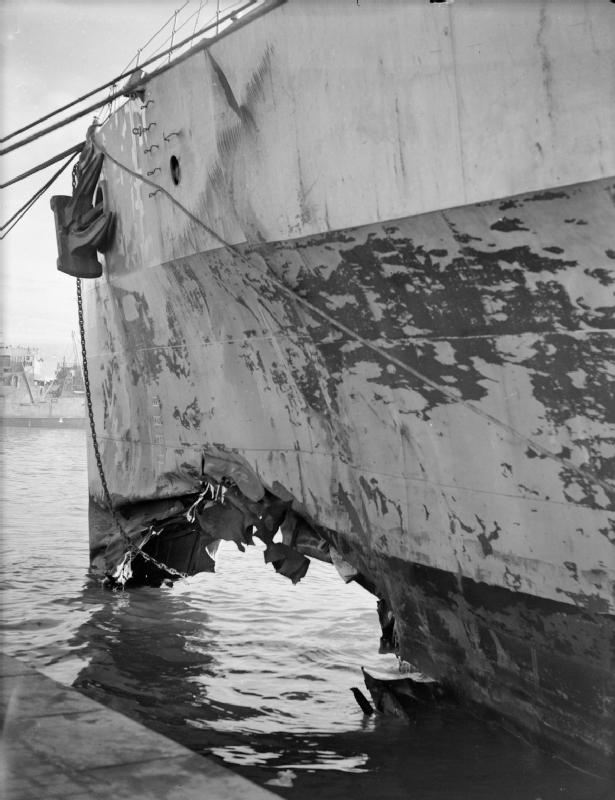
艦首を損傷した「アルゴノート」。

ダイドー級は当初から防空巡洋艦として設計されたため、対水上艦戦を重視していなかった。またイギリスは海外に多くの植民地を持っていたため、それらと本国を結ぶ通商路を保護する必要性から、軽巡洋艦は小型の艦を多数建造するという方針が重視され、アリシューザ級よりも少し大きい基準排水量5,500トンと言う小型の船体で設計され、長期航海に耐えるように船体の各所に燃料や各種備品を納める倉庫をおいた結果、ダイドー級の防御装甲に割ける重量は減少の一途を辿り、駆逐艦をわずかに上回る程度の防御力となってしまった。水線部装甲は機関部のみ覆う範囲にしか76mmは張られなかった。主甲板は25mmで、弾薬の上面のみ51mmであった。砲塔は前盾のみ38mmで他の部分は13mmで、その下の弾火薬庫は25mmから51mmの防御装甲（ボックスシタデル）で囲まれていた。

## 機関
ダイドー級の主ボイラーは蒸気性状を高めた高性能ボイラ―を搭載していた。機関構成はアドミラリティ式重油専焼三胴型水管缶4基にパーソンズ式ギヤード・タービン4基4軸推進で最大出力62,000馬力で速力32ノットを発揮した。重油を1,042トン搭載して速力15ノットで5,560海里を航行できた。
機関配置は「シフト配置」を採用している。これはボイラー室と機関室を交互に配置しており、構成は艦橋の真後ろの前部ボイラー室にボイラーを直列に2基と前部機械室にタービン2基、後部ボイラー室にボイラー2基と後部機械室にタービン2基の順である。このため外観上では2本の煙突は前後に離されていた。

## 艦歴
ダイドー級は主に地中海艦隊に配属された。マルタ島攻防戦でボナヴェンチャーがイタリア海軍潜水艦に、ハーマイオニーがドイツ海軍潜水艦に撃沈された例に見られるように、船体が小型であるために被害時のダメージを抑えにくい欠点があった。フィービやクレオパトラ、アルゴノートなど、損傷で半年以上戦線を離れて修理が行われた艦もある。
大戦が終結するまで、ボナヴェンチャーとハーマイオニー以外にもカリブディス、ナイアドが沈没し、シラが大破全損となった。戦後も運用が続けられ、全艦が退役したのは1960年代であった。

## 同型艦
計画順ではなく竣工時の状態で分ける。
- 第1グループ - 主砲塔を一部欠いたまま竣工したグループ

1. ダイドー（HMS Dido）
2. フィービ（HMS Phoebe）
3. ボナヴェンチャー（HMS Bonaventure）

- 第2グループ - 主砲塔を全て装備し竣工したグループ

1. ナイアド（HMS Naiad）
2. ハーマイオニー（HMS Hermione）
3. ユーライアラス（HMS Euryalus）
4. クレオパトラ（HMS Cleopatra）
5. シリアス（HMS Sirius）
6. アルゴノート（HMS Argonaut）

- 第3グループ - 主砲塔に11.4cm高角砲を装備し竣工したグループ

1. カリブディス（HMS Charybdis）
2. シラ（HMS Scylla）

- 準同型ベローナ級軽巡洋艦（改ダイドー型）

1. ベローナ（HMS Bellona）
2. スパルタン（HMS Spartan）
3. ロイヤリスト（HMS Royalist）
4. ブラック・プリンス（HMS Black Prince）
5. ダイアデム（HMS Diadem）

## 参考図書
- 岡部いさく『英国軍艦勇者列伝 Legend of British Fighting Ship』大日本絵画、2012年6月。
- 「世界の艦船増刊第46集　イギリス巡洋艦史」（海人社)
- 「世界の艦船増刊第67集　第2次大戦のイギリス戦艦」No.634（海人社）2004年11月号増刊
- 「世界の艦船 2010年1月増刊号 近代巡洋艦史」（海人社）
- 「Conway All The World's Fightingships 1922-1946」（Conway）